# McLaren MCL32
El McLaren MCL32 es un monoplaza de Fórmula 1 diseñado por McLaren para competir en la Temporada 2017 de Fórmula 1. La unidad de potencia, el sistema de transmisión de ocho velocidades y el sistema de recuperación de energía son de Honda. Es el primer coche de McLaren sin la nomenclatura MP4/x desde la 1981. El coche es conducido por el belga Stoffel Vandoorne, quien debuta como piloto oficial en la categoría y el doble campeón del mundo, el español Fernando Alonso. También fue pilotado por el veterano piloto británico Jenson Button, durante el Gran Premio de Mónaco de 2017, en sustitución de Alonso, que disputó las 500 millas de Indianápolis.
Tras la temporada anterior, buscan remontar posiciones en el pelotón con el incremento de fiabilidad y potencia en la unidad de potencia de Honda. El resultado fue considerablemente peor, en la que anotan pocos puntos debido a los abandonos frecuentes por fallos de la unidad de potencia. Tras una temporada completamente desastrosa, McLaren rompe con Honda y, al final de la temporada, el coche empieza a presentar menos problemas de fiabilidad, llegando fácilmente a la zona de puntos. Acabaron en una decepcionante 9° posición en el campeonato de constructores debido a los abandonos. Anotaron 30 puntos, demasiado pocos para lo que conseguía el equipo poco tiempo antes.

## Presentación
El MCL32 se mostró en un evento en Woking por primera vez el 24 de febrero de 2017.

## Resultados
(Clave) (negrita indica pole position) (cursiva indica vuelta rápida)
| Año  | Motor                 | Neu. | N.º | Pilotos           | 1   | 2   | 3   | 4   | 5   | 6   | 7   | 8   | 9   | 10  | 11  | 12  | 13  | 14  | 15  | 16  | 17  | 18  | 19  | 20  | Puntos | Pos. |
| ---- | --------------------- | ---- | --- | ----------------- | --- | --- | --- | --- | --- | --- | --- | --- | --- | --- | --- | --- | --- | --- | --- | --- | --- | --- | --- | --- | ------ | ---- |
| 2017 | Honda RA617H V6 Turbo | P    |     |                   | AUS | CHN | BHR | RUS | ESP | MON | CAN | AZE | AUT | GBR | HUN | BEL | ITA | SIN | MYS | JPN | USA | MEX | BRA | ABU | 30     | 9º   |
| 2017 | Honda RA617H V6 Turbo | P    | 2   | Stoffel Vandoorne | 13  | Ret | DNS | 14  | Ret | Ret | 14  | 12  | 12  | 11  | 10  | 14  | Ret | 7   | 7   | 14  | 12  | 12  | Ret | 12  | 30     | 9º   |
| 2017 | Honda RA617H V6 Turbo | P    | 14  | Fernando Alonso   | Ret | 14  | Ret | DNS | 12  |     | 16  | 9   | Ret | Ret | 6   | Ret | 17  | Ret | 11  | 11  | Ret | 10  | 8   | 9   | 30     | 9º   |
| 2017 | Honda RA617H V6 Turbo | P    | 22  | Jenson Button     |     |     |     |     |     | Ret |     |     |     |     |     |     |     |     |     |     |     |     |     |     | 30     | 9º   |